# Lövsångaren 2

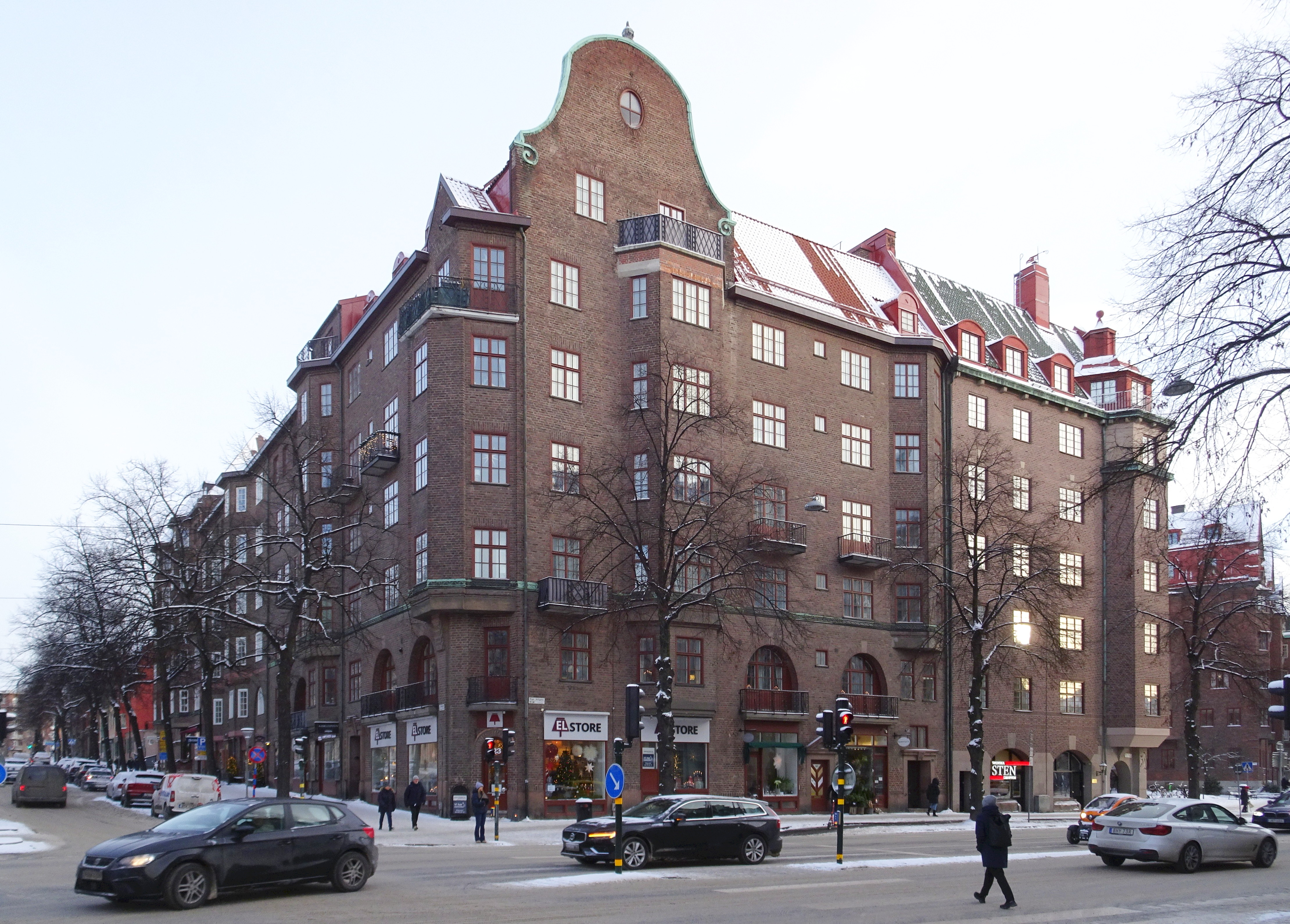
Lövsångaren 2, Birger Jarlsgatan 90 / Odengatan 23.

Lövsångaren 2 är en kulturhistoriskt värdefull bostadsfastighet i kvarteret Lövsångaren belägen vid hörnet Odengatan 23 /  Birger Jarlsgatan 90 i Lärkstaden på Östermalm i Stockholm. Byggnaden uppfördes 1912–1913 efter ritningar av arkitektkontoret Höög & Morssing. Fastigheten är grönmärkt av Stadsmuseet i Stockholm, det innebär "särskilt värdefull från historisk, kulturhistorisk, miljömässig eller konstnärlig synpunkt". Lövsångaren 2 ingår i ett område av Riksintresse för kulturmiljövården.

## Historik

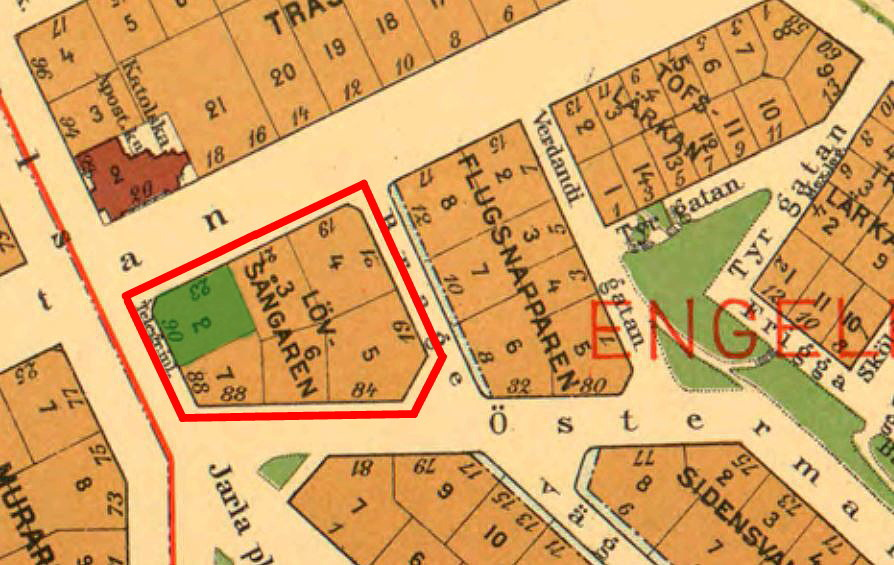
Lövsångaren 2 (grön), 1930.

Kvarteret Lövsångaren och Lärkstadens kvarter i söder och öster bildades 1908 i samband med en stadsplan för Eriksbergsområdet med omgivning som upprättats av stadsingenjören Gustaf von Segebaden. Den byggde på ett stadsplaneförslag ritat 1902 av stadsplanearkitekten Per Olof Hallman som i sin tur hade Lindhagenplanen från 1860-talet som utgångspunkt.
För fastigheten Lövsångaren 2 avsattes en areal om 780 kvadratmeter och såldes i januari 1912 av Stockholms stad med äganderätt (”å fri och egen grund” står det på tomtkartan) till arkitektkontoret Höög & Morssing. Därmed ägde kontoret tillsammans med Lövsångaren 2 fyra av kvarterets sex fastigheter (nr 2, 3, 4 och 5), alltså hela raden mot Odengatan och Bragevägen. Beställare och byggmästare för Lövsångaren 2 var G.A. Sahlén. Bygglov beviljades 1912 och slutbesiktningen ägde rum 1913.
Efter husets färdigställande sålde Sahlén fastigheten omedelbart vidare till Fastighets AB Excelsior. Fastigheten ägdes under flera decennier av fru Mona Alexandra Johansson (född 1925) som avled hösten 2022.

### Arkitektritningar från 1912

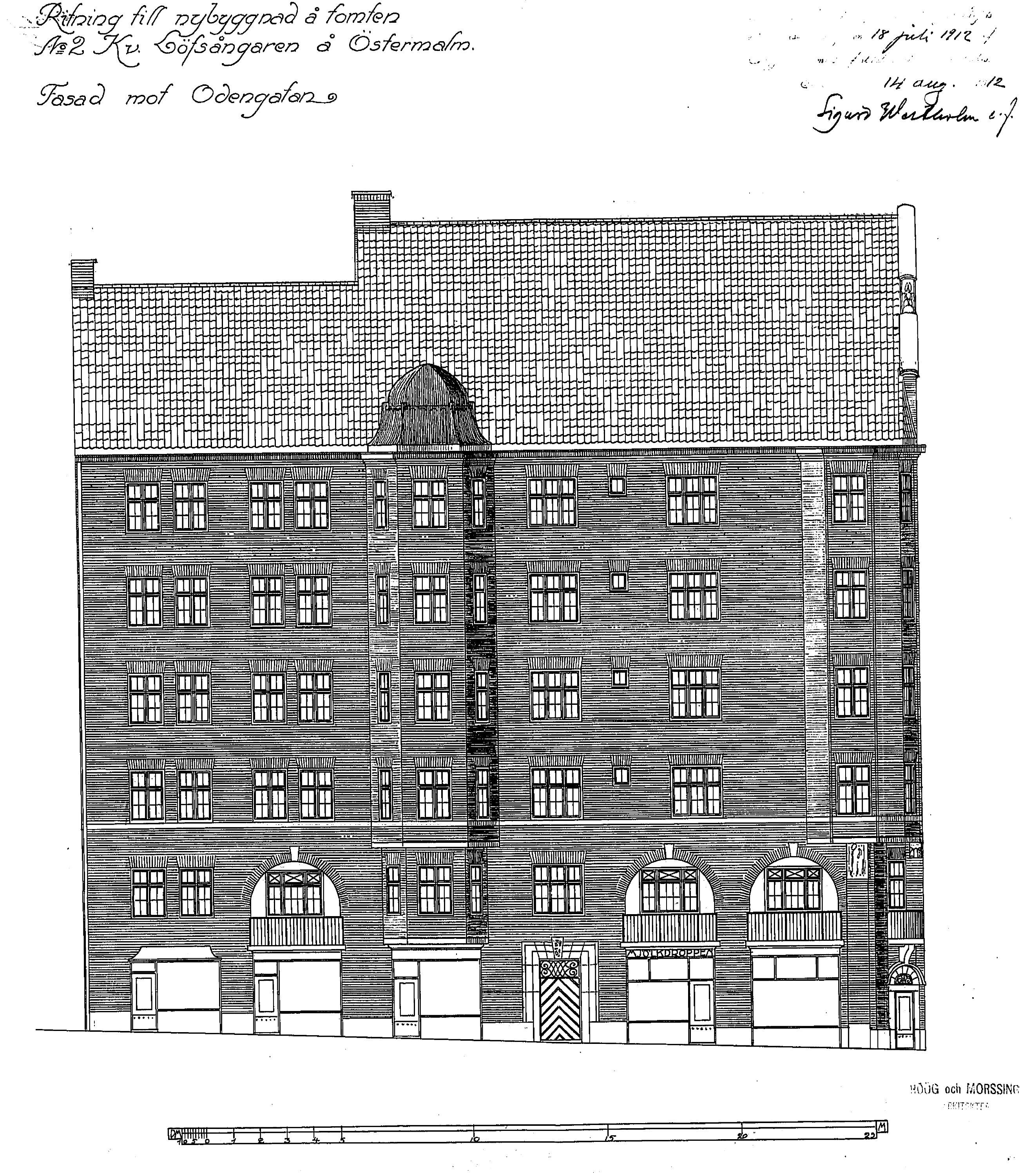
Lövsångaren 2, fasad mot Odengatan.
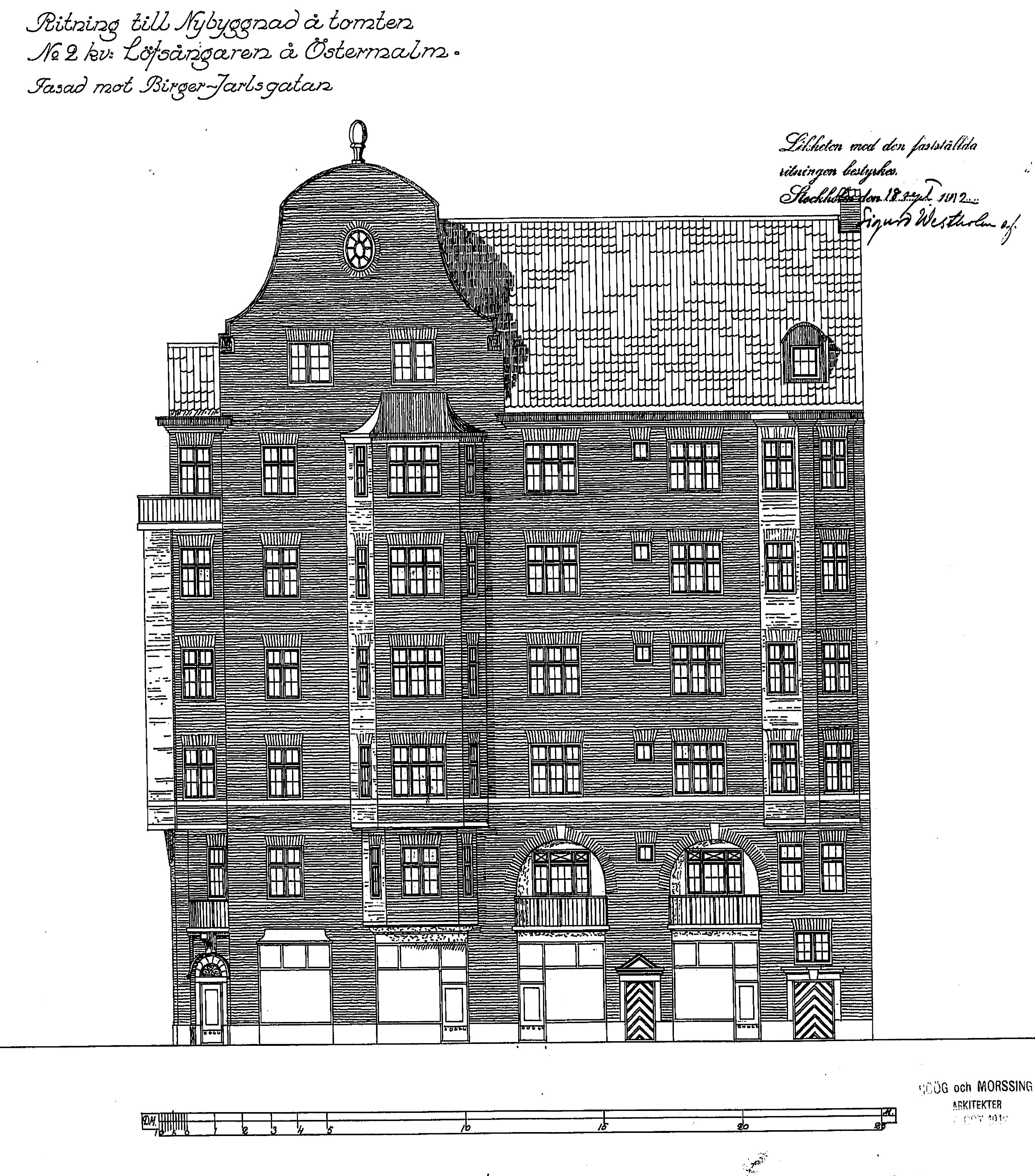
Fasad mot Birger Jarlsgatan.
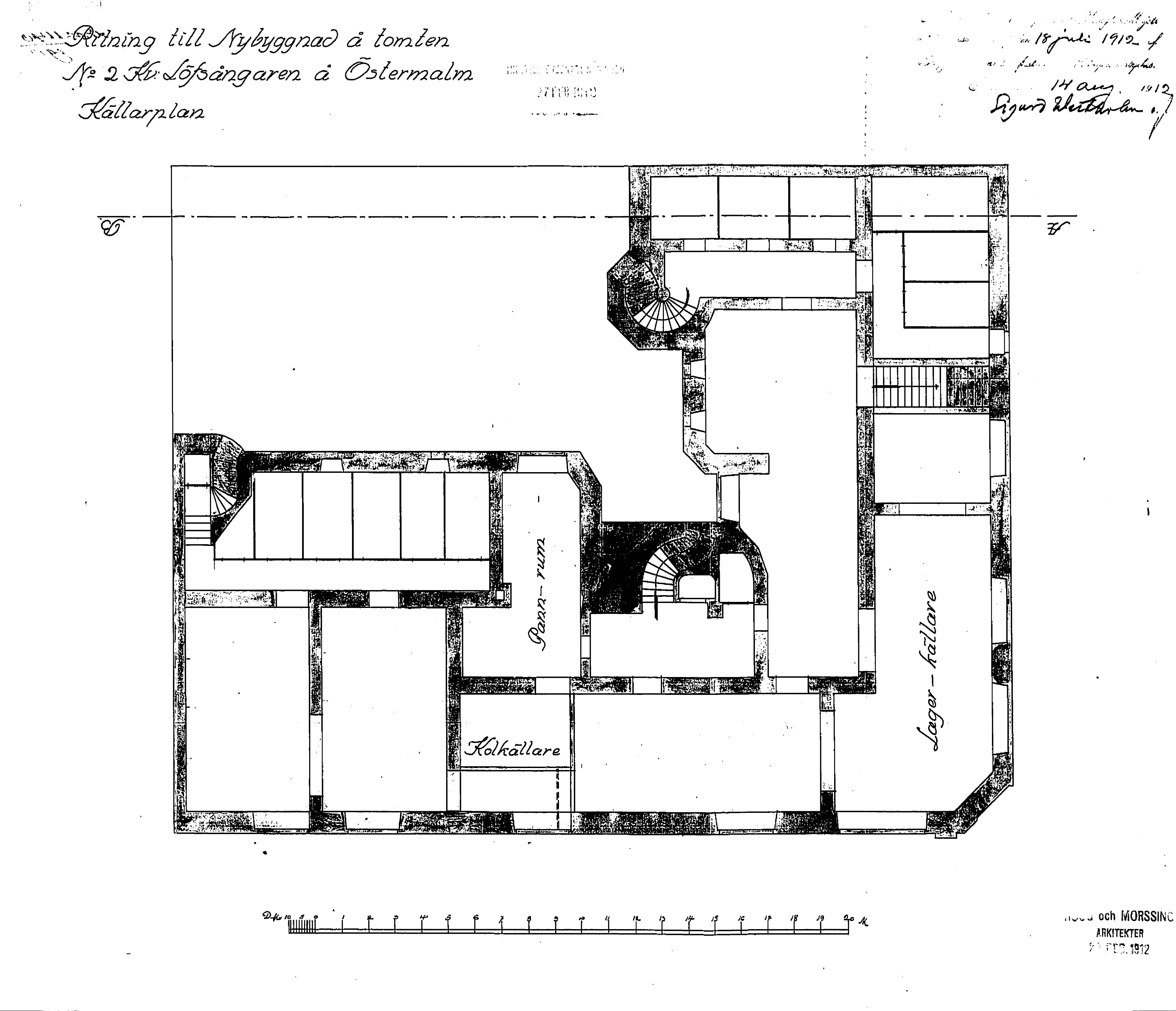
Källarvåning.
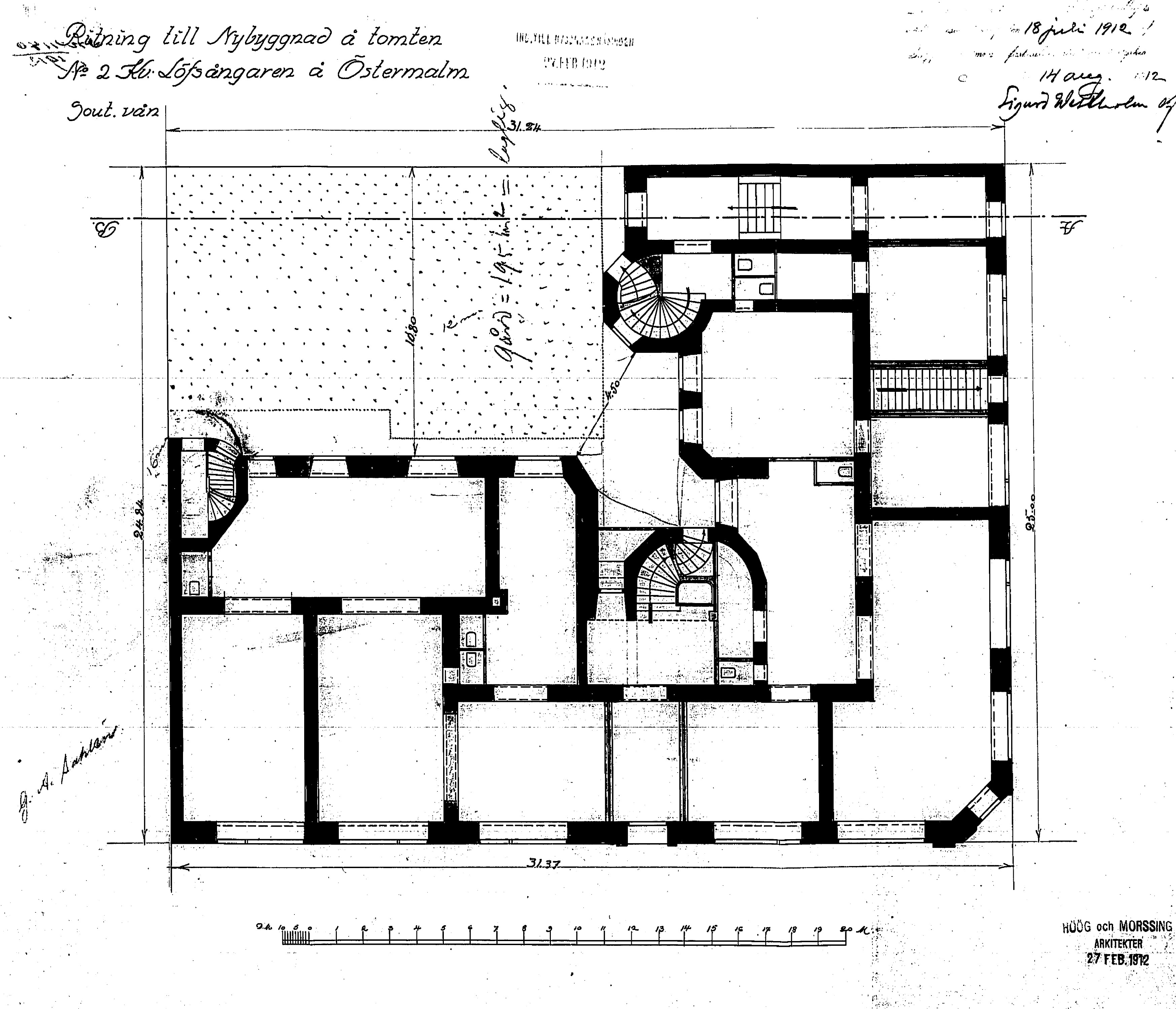
Butiksplan.
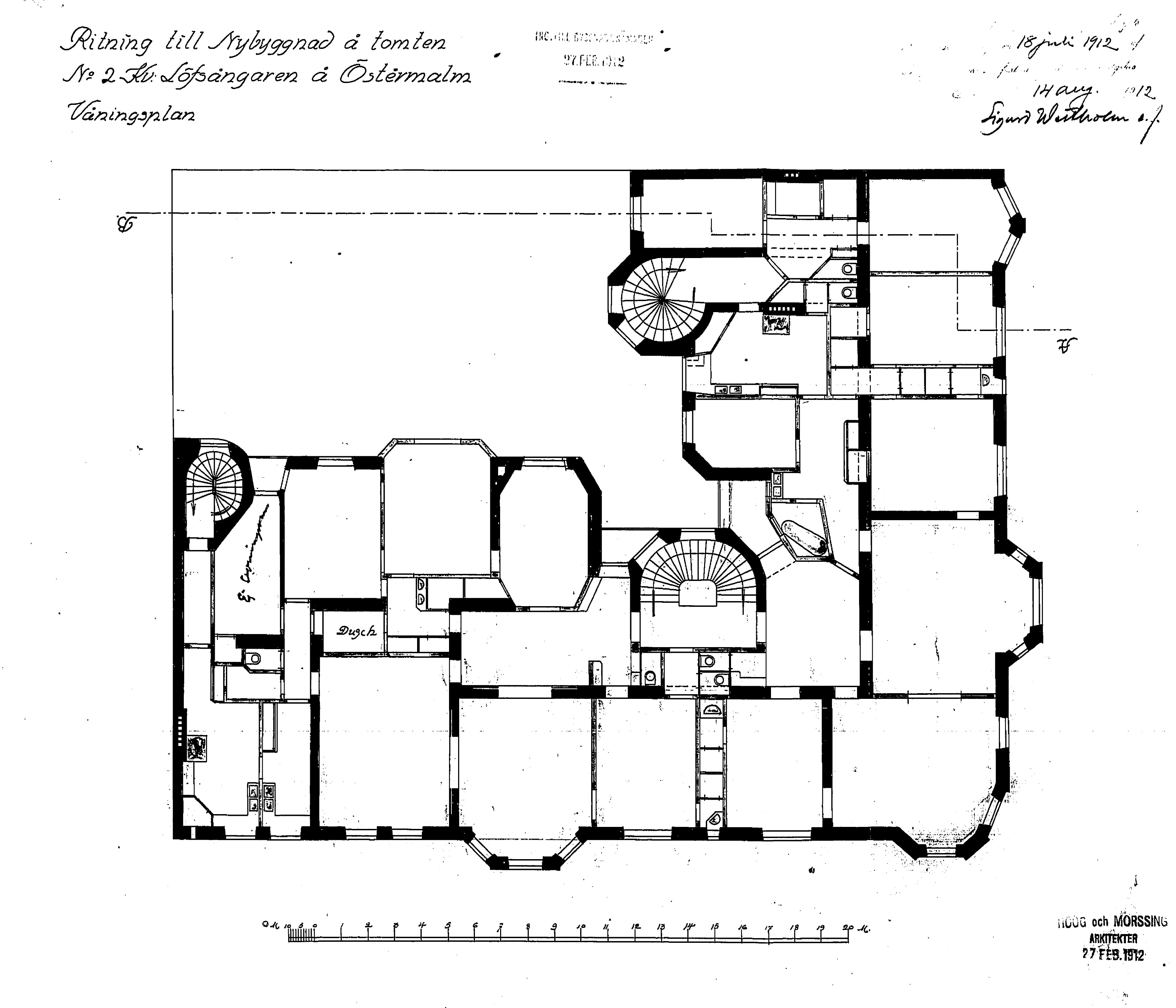
Planer våning 1–5 trappor.
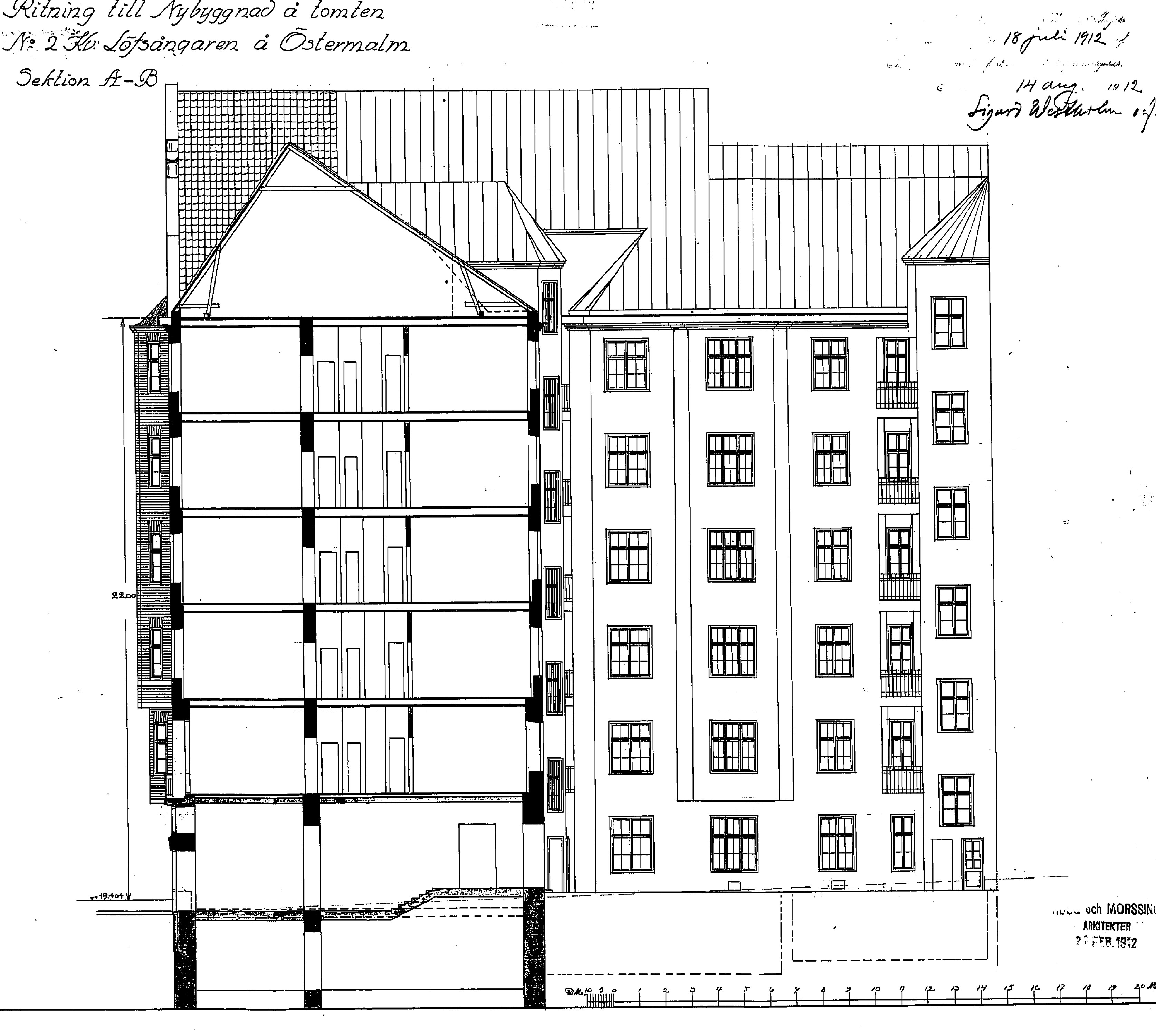
Sektion.

## Byggnadsbeskrivning

### Exteriör

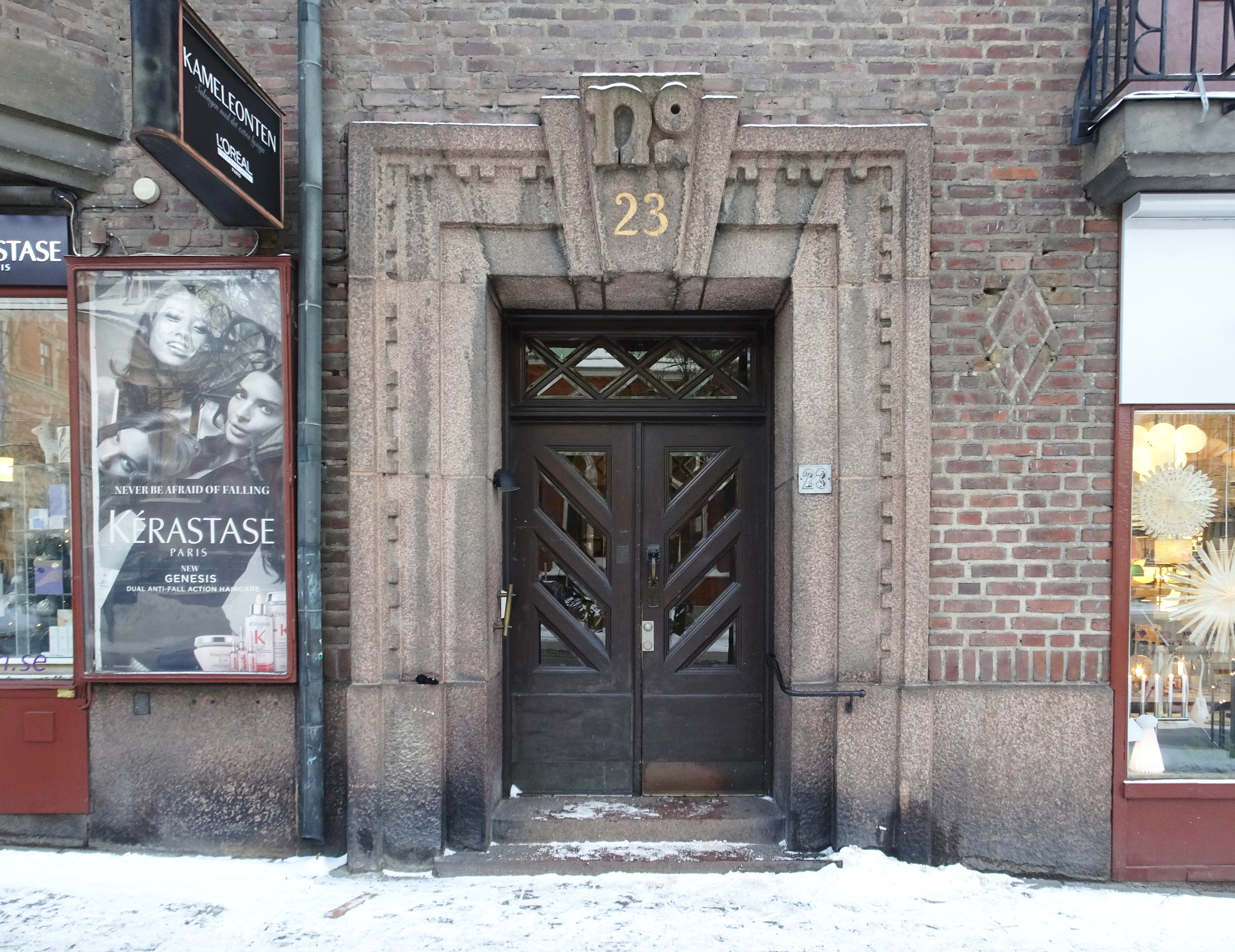
Entré Odengatan 23.

Området där västra delen av kvarteret Lövsångaren utbreder sig idag låg de sista torrlagda resterna efter Träskfloden som var en gammal vattenförbindelse mellan Brunnsviken och Nybroviken. Fastigheten Lövsångaren 2 kom att hamna i gränsområdet mellan berg i öster och dyig mark i väster och byggnaden fick grundläggas dels på berg, dels på pålar vilket framgår av en konstruktionsritning från 1912.
Byggnaden uppfördes i sex våningar samt källare där bottenvåningen utformades som en butiksvåning med förhöjd våningshöjd. Enligt nybyggnadsritning inreddes butiker för bland annat konditori, kött och fläsk och en blomsterhandel. På 1920- och 1930-talen hade Percy F. Luck & C:o Handelsaktiebolag en filial här. Vinden var ursprungligen oinredd. 
Gatufasaderna består av rött fogstruket (ut till fasadlivet fyllda tegelfogar) Helsingborgstegel. Val av rött tegel var ett krav från byggnadsnämnden som därmed ville anknyta till Engelbrektskyrkans fasadmaterial. Vissa likheter finns med Lövsångaren 4 som också ritades av Höög & Morssing. Även på Lövsångaren 2 finns ett mönstrat kopparband som smyckar gatufasaden samt burspråk och balkonger i olika utföranden. Mot Birger Jarlsgatan reser sig en hög volutgavel som ger huset karaktär. Gårdsfasaderna är enklare och putsades.

### Interiör

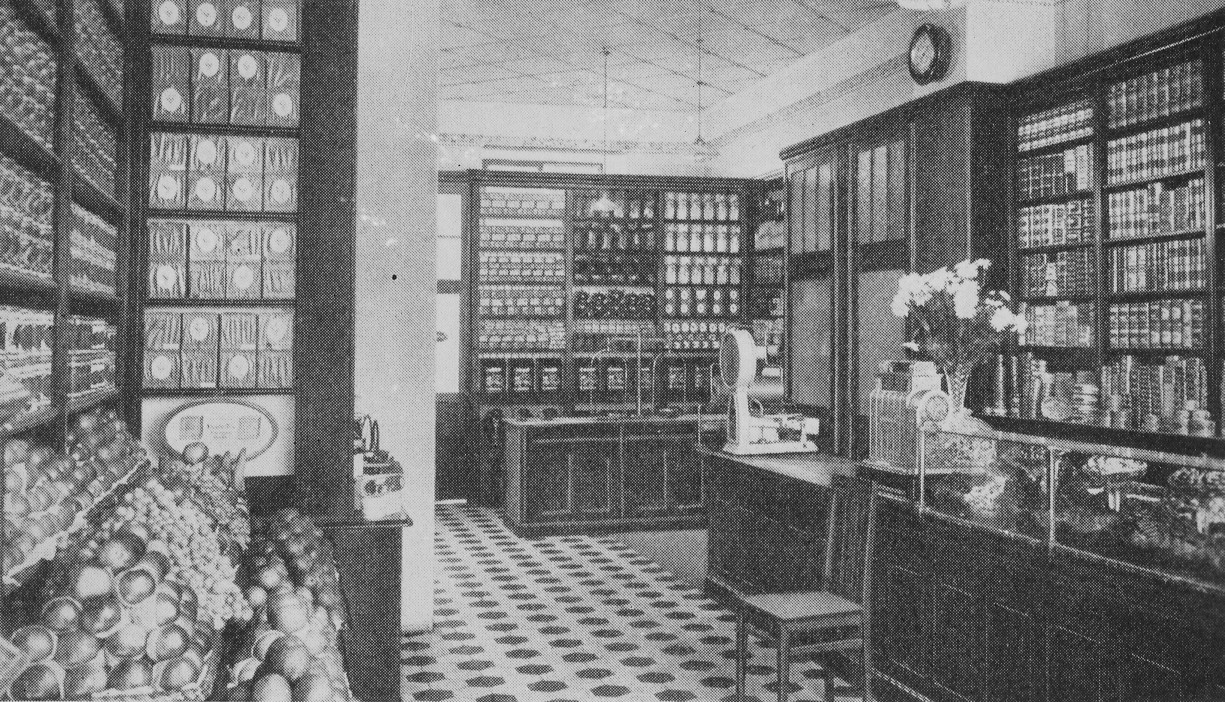
Percy F. Lucks affär, Odengatan 23.

Huvudentrén är från Odengatan nr 23 (tidigare nr 19). Den inramas av en kraftfull utformad granitportal i klassicistisk stil med en bård i tandsnitt runtom. Slutstenen är extra stor och visar en huggen relief ”No”, därunder husnummer ”23” i guldtext. Själva porten är glasad och från byggnadstiden. Innanför ligget ett vitt marmorgolv med grå bård. Väggarna har en bröstning av grå marmor med vita rombiska inläggningar. Taket utfördes kassetterat och dekorationsmålat med slingor i blågrön kulör. Porten Birger Jarlsgatan 90 ledde ursprungligen enbart till kökstrappan.
Enligt ursprungsritningarna var planlösningen: butiker, lager, kontor och portvaktsrum i bottenvåningen samt i övrigt lägenheter om sju respektive åtta rum på våningsplanen 1–5 trappor. I källaren rymdes pannrum, lagerlokaler och lägenhetsförråd. 1916 inreddes ett postkontor i hörnet Odengatan / Birger Jarlsgatan och i källaren tillkom ett snickeri. Ansvarige arkitekten hette Victor Dorph. 1922 inreddes kallvinden med två lägenheter om tre rum och kök efter ritningar av Östlihn & Stark. 1968 flyttade Enskilda Banken (sedermera Skandinaviska Banken) in i hörnlokalen där tidigare posten funnits. 
De av Stadsmuseet i samband med byggnadsinventeringen (1973–1983) besökta lägenheterna bevarade ursprunglig inredning i form av bröstpaneler med åttkantiga fyllningar, glasade par- och skjutdörrar samt någon enstaka kakelugn.